# 윤경현 (독립운동가)
윤경현(尹炅鉉, 1911년 9월 6일 ~ 1934년 10월 9일)은 대한제국 학생 운동 성향 민족 독립 운동가 겸 청년 계몽가였다.

## 생애

### 일생
전라남도 강진(康津)에서 태어난 그의 아명(兒名)은 윤기중(尹驥重)이고 1916년 3월(6세 시절)에, 이름을 윤경현(尹炅鉉)으로 개명(改名)하였으며 호(號)는 학송(鶴松)·송암(松巖)이고 1930년 3월 당시, 전라남도 여수수산전문학교 1학년 재학 시절 당시에 민족적 학생 운동을 주도하면서 일제 식민 통치의 부당성에도 항거하기로 결심한 뒤, 자신과 같은 동교 신입생이자 동급생이었던 동교생 이용기(李容起) 등과 동지적 결합을 맺고 항일 결사(전라남도 여수 독서회)를 조직하였다. 그리고 이때 회장(전라남도 여수독서회 회장)이 된 그는 같은 학교의 동교생들을 대상으로 동지 포섭 활동을 폈으며 여수의 종고산 지역을 집합 및 회합 장소로 하고 그것과 동시에 항일 의식을 갈고 닦으면서 대한제국 독립 정신을 길러 갔다. 그리고 이들은 일제의 민족 차별 등을 비롯한 민족 말살 정책을 규탄하는 한편 매주 1회씩 여수 독서회 회합(모임)을 갖고 항일 투쟁 및 대한제국 독립 운동의 구체적 방안을 모색하였다. 결국 그러던 중 동년(1930년) 9월에 동 조직(여수 독서회)의 활동이 일경에 발각됨으로써 그는 동 결사(여수 독서회)의 주동자로 지목되어 붙잡혔다. 그는 결국 붙잡힌 후 10여개월 동안 모진 고문을 겪다가 1931년 9월 22일, 전라남도 광주지방법원에서 소위 치안유지법 위반으로 징역 8년형을 선고받고 항소하였으나 동년(1931년) 11월, 경상남도 대구복심법원에서 기각되어 옥고를 치렀고 이듬해 1932년 8월 3일, 형 선고 확정 11개월여만에 징역 6년형 감형(형량 2년 삭감)되었으며 2년 후 전라북도 광주전남교도소 전북군산지역분소 복역 중 폐렴이 도져 1934년 10월 9일 옥사 순국하였다.

### 사후
그의 사후 대한민국 정부에서는 고인의 공훈을 기리고자 1977년 8월 15일, 대통령 표창장, 그리고 1990년 8월 15일, 건국훈장 애족장 등의 서훈(상훈)을 추서하였으며 1991년 2월 21일, 여수수산대학교(광주 전남대학교 여수캠퍼스의 전신)에서 명예 해양과학 학사 학위가 추서되었고 2006년 8월 18일, 전남대학교에서도 명예 응용생물학 학사 학위가 추서되었다.